# 双子座8号

双子座8号（Gemini VIII）是双子座计划中的第六次载人飞行任务，也是美国的第十四次太空任务（包括飞行高度超过100千米的任务）。

## 任务成员
- 尼尔·阿姆斯特朗（Neil Armstrong，曾执行双子座8号以及阿波罗11号任务），指令飞行员
- 大卫·斯科特（David Scott，曾执行双子座8号、阿波罗9号以及阿波罗15号任务），飞行员

### 替补成员
替补成员同样接受任务训练，在主力成员因各种原因无法执行任务时接替。
- 皮特·康拉德（Pete Conrad，曾执行双子座5号、11号、阿波罗12号以及天空实验室2号任务），指令飞行员
- 理查德·戈尔登（Richard Gordon，曾执行双子座11号以及阿波罗12号任务），飞行员